# Jonas Bergstedt
Jonas Zohore Bergstedt  (ur. 6 lipca 1991 w Kopenhadze) – duński koszykarz występujący na pozycjach silnego skrzydłowego lub środkowego, posiadający także obywatelstwo Wybrzeża Kości Słoniowej, reprezentant Danii.
18 stycznia 2022 został zwolniony przez PGE Spójnię Stargard.

## Osiągnięcia
Stan na 22 lutego 2022, na podstawie, o ile nie zaznaczono inaczej.
Drużynowe
- Wicemistrz:
  - Danii (2015)
  - Belgii (2016)
- Brązowy medalista mistrzostw Danii (2014)
- Uczestnik międzynarodowych rozgrywek EuroChallenge (2012/2013, 2014/2015)

Indywidualne
- Uczestnik Adidas Eurocamp (2012)

Reprezentacja
- Uczestnik:
  - kwalifikacji do mistrzostw Europy (2014, 2016, 2020)
  - mistrzostw Europy dywizji B:
    - U–20 (2010, 2011)
    - U–18 (2008 – 8. miejsce, 2009 – 10. miejsce)